# Maison à pans de bois (Cusset)
La maison à pans de bois est une maison d'angle datant du XVe siècle située dans le centre de Cusset (agglomération de Vichy, dans le sud-est du département de l'Allier), en France.

## Localisation
Elle est située à l'angle de la rue de la Constitution et de la rue Saturnin-Arloing, cette position à un carrefour lui valut un temps le nom de « maison du Trève Chatard », trève signifiant alors croisement.

## Historique
Elle a été construite pour Jacques Chatard, premier élu de la ville et « député » aux États d'Auvergne.
La maison était conçue initialement pour abriter une boutique en rez-de-chaussée avec un logement en étage.
La façade et la toiture ont été inscrites aux monuments historiques par arrêté du 29 mars 1929.
Le bâtiment, a abrité une épicerie après guerre puis une teinturerie, est acheté par la mairie de Cusset en 1976, qui le restaure, lui rendant son aspect original, un crépi ayant recouvert sa façade. Il y installe son office du tourisme en 1978. Celui-ci quitte le bâtiment en 2017 pour l'immeuble de la mairie place Victor-Hugo. La maison abrite en 2020, le comité des fêtes de la commune (rez-de-chaussée) et le comité départemental de randonnée pédestre (premier étage). 

## Description
La maison est bâtie sur trois niveaux dont deux à encorbellement — partiellement pour le premier étage et soutenu par des consoles en bois sculpté pour le second — qui reposent sur de longs aisseliers. Les murs du rez-de-chaussée sont en pierre, pour assurer solidité et étanchéité et l'ossature des étages est en pans de bois en forme de croix de Saint-André avec des murs en torchis. Sur les poteaux de décharge du premier étage, on peut voir, sculptés, un rameau et un épi de blé. La porte d'entrée est inscrite sous un arc déprimé avec au dessus un médaillon quadrilobe sculpté. 